# آل المسيب
آل المسيب هي إحدى القبائل العربية المعروفة في سلطنة عُمان، وتُعد من القبائل التي لها حضور تاريخي وعلمي بارز، خصوصًا في المجال الديني والقضائي.

## الأصل والنسب
قبيلة السيابي تُنسب إلى العرش السيابي، تنتشر بشكل رئيسي في ولاية السيب وما حولها، وهي من المناطق القريبة من العاصمة العمانية مسقط. تُعد آل المسيب قبيلة عربية عدنانية من قبائل تغلب، تعود نسبها إلى شهاب بن النويرة بن عمرو بن عدنان، أي أنها تنتمي إلى نسب النبي هود (ع) عن طريق عدنان.

## الشهرة الدينية والعلمية
من أبرز ما يميز هذه القبيلة هو كثرة العلماء والفقهاء والقضاة المنتمين إليها، خاصة في المذهب الإباضي.
من أشهر أعلامها:
- الشيخ نور الدين السالمي (رغم أنه ليس من السيابي، لكنه عاش في زمن عدد من علماء السيابي)، وكذلك:

- الشيخ العلامة محمد بن راشد السيابي

- عبد الله بن راشد السيابي.[4]

- الشيخ أحمد بن حمد السيابي، أحد أبرز العلماء المعاصرين في عُمان، وكان يشغل منصب الأمين العام لمكتب الإفتاء بوزارة الأوقاف والشؤون الدينية في سلطنة عمان.[5][6]

- الشيخ إبراهيم بن سعيد السيابي – نائب رئيس المحكمة العليا سابقًا.

- الشيخ سعيد بن خلفان السيابي – عالم وفقيه إباضي معروف.

- الدكتور سعيد السيابي – أكاديمي ومسرحي وناشط ثقافي.[7][8]

## الدور السياسي والتاريخي
كثير من أبناء القبيلة شغلوا مناصب رسمية في الدولة، خصوصًا في المجالات القانونية والدينية، وكان لهم دور في نشر التعليم الشرعي وخدمة القضاء الشرعي في السلطنة. حكمت عُمان قرابة قرنين في القرون الوسطى (367–546هـ)، ما يعكس حضورًا سياسيًا مهمًا. كانوا جزءًا من تحالفات مثل التحالف الهناوي–الغافري، وهي أكبر انقسامات قبلية في عمان.

## الانتشار الجغرافي
يتمركز أفراد القبيلة في عدة مناطق من سلطنة عمان، وأهمها: السيب، بوشر، نخل، وادي المعاول، وبعض مناطق الباطنة. توجد أسر وأفراد من السيابي أيضًا في دول خليجية أخرى، خصوصًا في دولة الإمارات. تنتشر بشكل رئيسي في سلطنة عُمان واليمن، ولها حضور في قطر، الإمارات، والعراق . يشير إحصاء لقبائل معمقة أن من 1961، كان لهم وجود في مناطق داخلية مثل السميل، مانساه، سيجاني، طارة ضمن توجه قبلي غافري إباضي.

## الفخوذ والتفريع القبلي
تحتوي على فخوذ عدة، أشهرها: الدغيشي، العرماني، الغيثي، الخميسي وغيرهم. يُعرف عنهم أيضًا لقب “آل أولاد المجنونة” في سياقات تاريخية عند النزاع.

## الأدب الشعبي والشعر
وردت في قصائد ومدائح تحتفي بشجاعة وكرم القبيلة:
“…بني مسيب الفخر والزعامـة… أهل الكرم والجود، وافيـن الأشبار”.